# زاوية سيدي محمد بلجيلالي
زاوية سيدي محمد بلجيلالي أو زاوية سيدي محمد لفقيه العربي أو زاوية تيبركانين هي إحدى الزوايا في الجزائر الواقعة في بلدية تيبركانين بدائرة العطاف ضمن ولاية عين الدفلى وجبال الظهرة وسهل الشلف وسهل خميس مليانة، والتابعة لمنهاج الطريقة الشاذلية.

## التأسيس
تم تأسيس زاوية سيدي محمد بلجيلالي خلال القرن العشرين الميلادي من طرف سيدي محمد بلجيلالي فقير (1911م-1923م) أجل التربية والتعليم في موقع «قرية أولاد أعمر» في أعالي بلدية تيبركانين في جبال الظهرة، وكانت بمثابة منارة استضاء بها أهل سهل الشلف وسهل خميس مليانة لعقود.
وكانت هذه المنطقة زاخرة بالعديد من الزوايا التي من بينها «زاوية سيدي أحمد بن يوسف» بمليانة، و«زاوية سيدي محمد بن شرقي» بالعبادية، و«زاوية سيدي الطيب العيشوني» بسيدي الأخضر، و«زاوية سيدي بن أحمد» ببوراشد، و«زاوية سيدي علي الحضري» بجليدة، و«زاوية سيدي عبد العزيز» بالعامرة، و«زاوية سيدي بلحاج» بعريب.

## ثورة تحرير الجزائر
شاركت «زاوية سيدي محمد لفقيه العربي» بفعالية أثناء ثورة تحرير الجزائر ضد الاحتلال الفرنسي.
وكان الشهيد جيلالي بونعامة من بين مريدي هذه الزاوية مع الكثير من مجاهدي الولاية الرابعة التاريخية.

## المهام

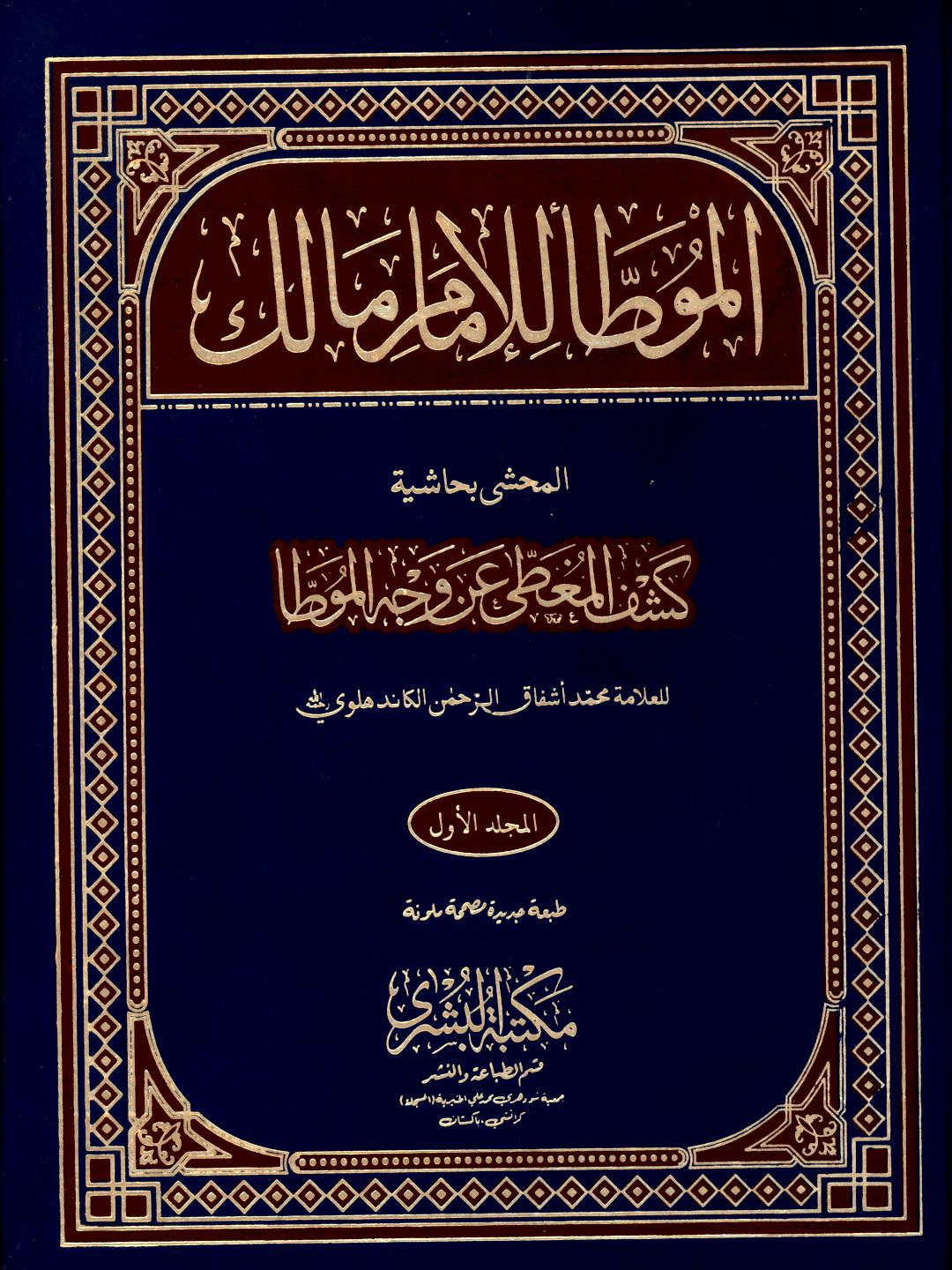
موطأ الإمام مالك

لعبت «زاوية سيدي محمد بلجيلالي» أدوارا تعليمية وتربوية هامة منذ نشأتها معتمدة في ذلك على المرجعية الدينية الجزائرية، وتخرج على يديها العديد من العلماء والمصلحين ساهمـوا في نشـر تعاليـم الإسلام، وقاومـوا حملات التبشير النصراني بقيادة الكنيسة الكاثوليكية التي باركت وصاحبت الحملة الفرنسية على الجزائر.
وتتمثل مهام الزاوية حاليا في تعليم وحفظ القرآن الكريم وفق رواية ورش عن نافع من طريق الإمام الأزرق وكذلك من طريق الإمام الأصبهاني، التي اعتمدتها أجيال الشعب الجزائري منذ أكثر من اثني عشر قرنا، بما يسمح بتخرج سنوي لعشرات الطلبة الحافظين للقرآن الكريم بأحكامه والحديث النبوي الشريف ومعلمي القرآن والمرشدات الدينيات.
ويُعتمد عليهم في تأطير مختلف مساجد ولاية عين الدفلى وخارجها، خاصة في شهر رمضان بتزويد المساجد بالمقرئين، بالإضافة إلى نشاطات سنوية ستسهر إدارة الزاوية على إقامتها بشكل منتظم في المناسبات الدينية، كإحياء ذكرى المولد النبوي الشريف وغيرها.
ويندرج نشاط هذه الزاوية ضمن العديد من الزوايا والمدارس القرآنية وكتاتيب تعليم وحفظ القرآن وأحكامه والمساجد على تراب ولاية عين الدفلى.

## الموقع
تقع «زاوية سيدي محمد بلجيلالي» غير بعيد عن الشريط الساحلي لولاية تيبازة وولاية الشلف، على بعد 26 كلم إلى شرق مدينة عين الدفلى، وعلى بعد 65 كلم جنوب شرق ميناء الحمدانية، وعلى بعد 22 كلم جنوب سد كاف الدير.
وهذا الموقع الرائع جنوب جبال الظهرة المطلة على وادي الشلف، يجعل منه موقعا استراتيجيا مقابلا للطريق الوطني رقم 65.
وتقع «زاوية سيدي محمد بلجيلالي» على بعد 13 كلم إلى الجنوب الشرقي من مدينة عين الدفلى، ويطل على وادي الشلف.
وتوجد هذه الزاوية قرب مرتفعات جبال الظهرة.

## أعلام الزاوية
- جيلالي بونعامة (1926م-1961م)

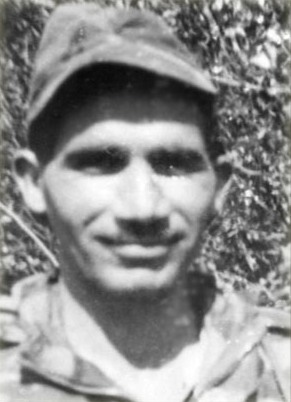
الشهيد جيلالي بونعامة

- محمد بن الحاج الجيلالي فقيه (1910م-2013م)[16] · [17]

## مكتبة الصور

بلدية تيبركانين
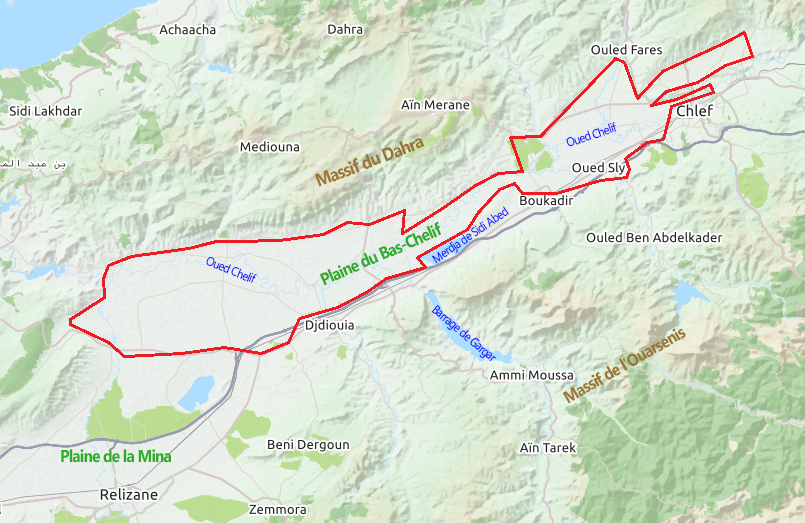
سهل الشلف
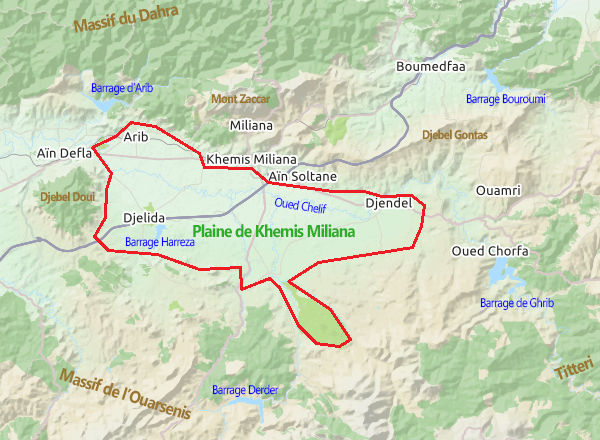
سهل خميس مليانة[الفرنسية]
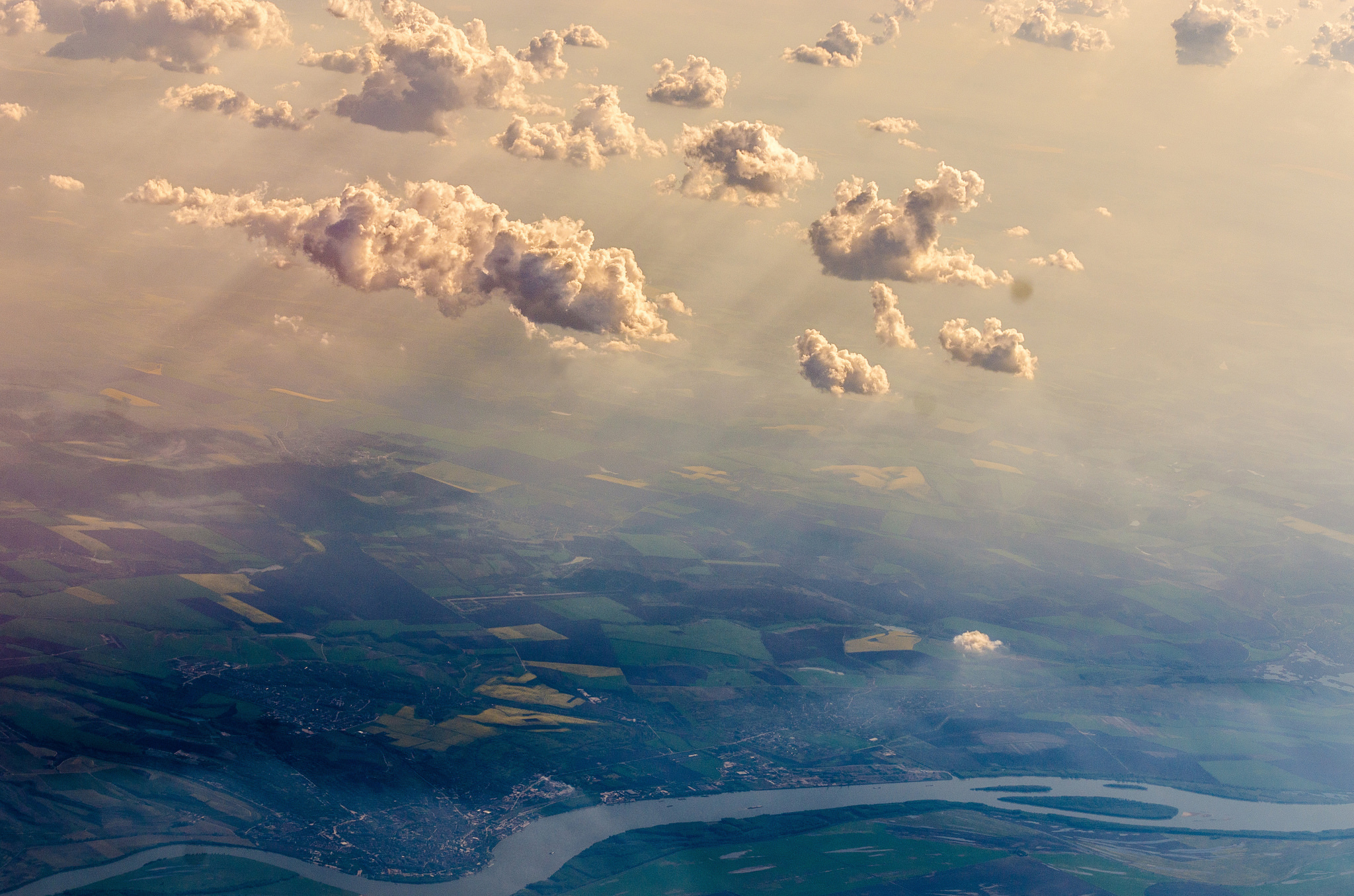
وادي الشلف
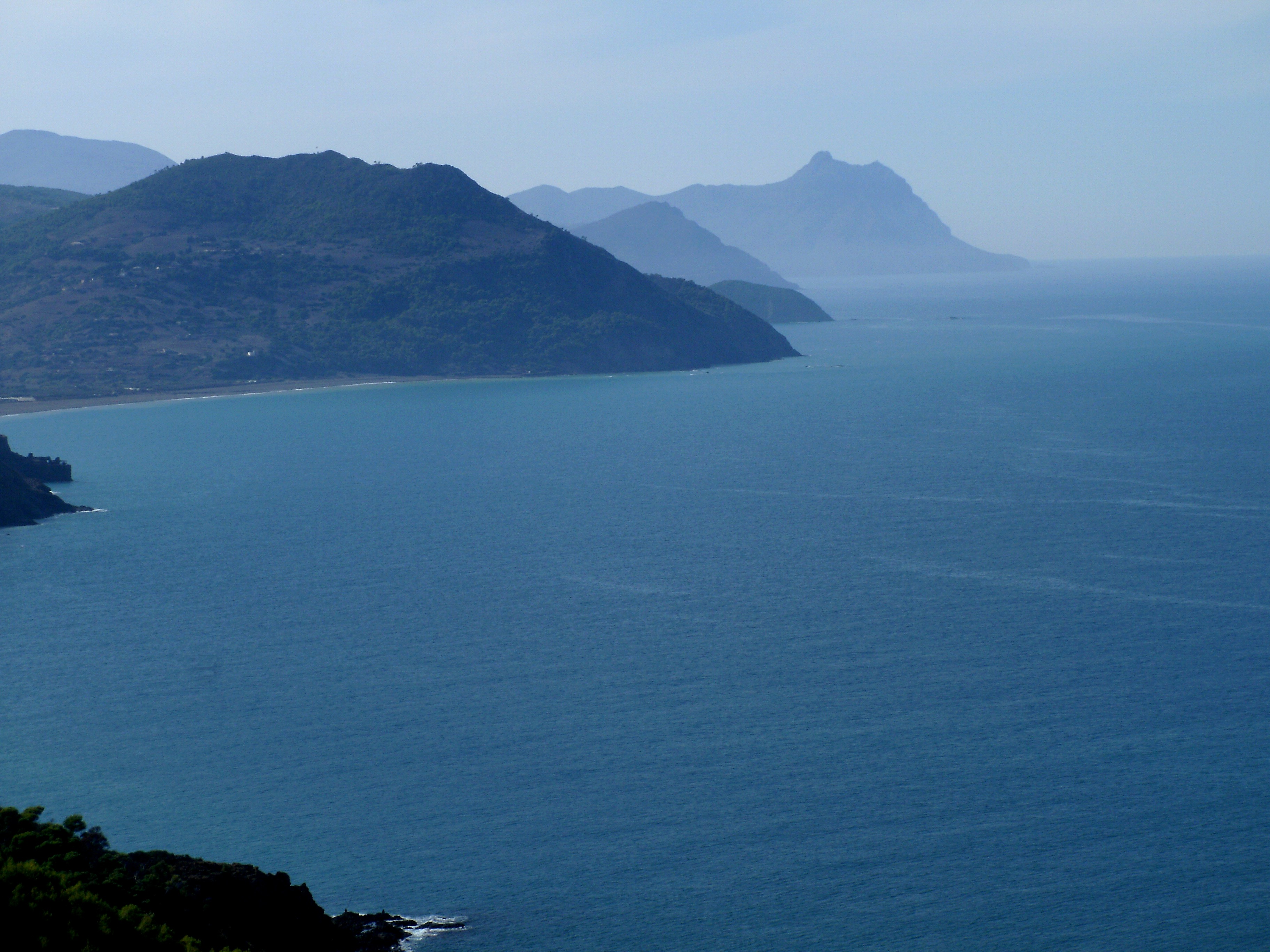
جبال الظهرة
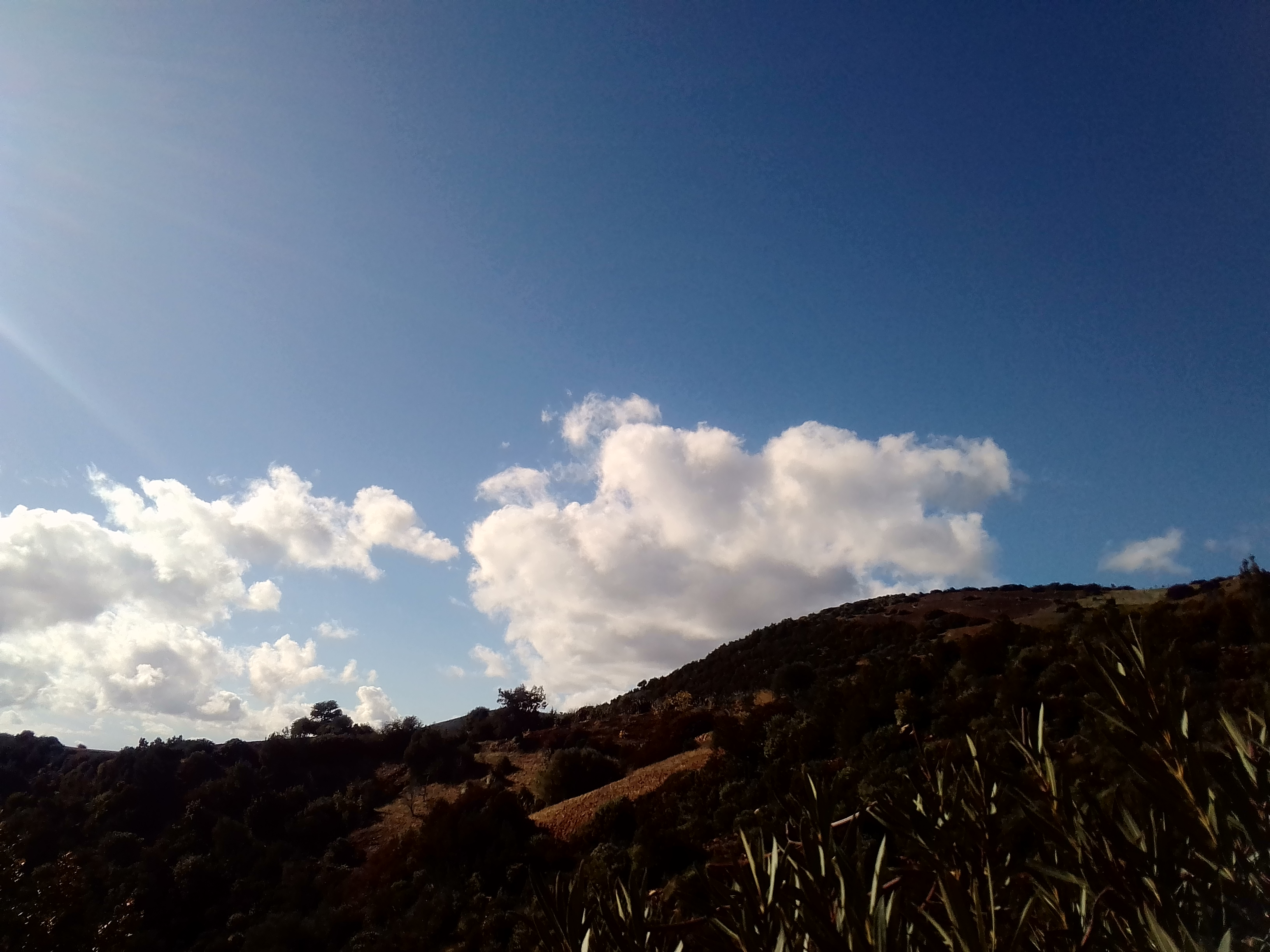
جبال الظهرة

### مواضيع ذات صلة
- المرجعية الدينية الجزائرية
- وزارة الشؤون الدينية الجزائرية
- الحزب الراتب: الحزاب - الباش حزاب - السلكة - الشيخ - المريد - الورد - الوارد
- الزوايا في الجزائر
- الطريقة الشاذلية
- زاوية سيدي أمحمد بن عبد الرحمن الأزهري
- زاوية سيدي أحمد بن يوسف
- زاوية سيدي بن شرقي
- زاوية سيدي بوسحاقي الزواوي
- زاوية الحمامي
- زاوية الهامل
- محمد بن عبد الرحمن الأزهري
- طريقة صوفية
- صوفية
- تاريخ التصوف
- جبال الظهرة
- سهل الشلف
- سهل خميس مليانة[الفرنسية]
- ولاية عين الدفلى
- دائرة العطاف
- بلدية تيبركانين
- محمد بن أبي القاسم الهاملي

### فايسبوك
- زاوية سيدي محمد بلجيلالي  على فيسبوك.

### فيديوهات
- "زاوية سيدي محمد بلجيلالي" تحيي ذكرى رحيل العلامة "سيدي أمحمد الفقيه" في تيبركانين خلال 2017م على يوتيوب
- تعريف "زاوية سيدي محمد بلجيلالي" في تيبركانين خلال 2015م على يوتيوب
- تهليل جماعي في "زاوية سيدي محمد بلجيلالي" في تيبركانين خلال 2011م على يوتيوب
- تعريف بزاوية الهامل على يوتيوب
- تعريف بسيدي أمحمد بن عبد الرحمن الأزهري الزواوي على يوتيوب

### وصلات خارجية
- الموقع الرسمي لوزارة الشؤون الدينية والأوقاف الجزائرية